# Daniel Niculae
Daniel George Niculae (ur. 6 października 1982 w Bukareszcie) – piłkarz rumuński grający na pozycji napastnika.

## Kariera klubowa
Niculae urodził się w Bukareszcie. Pierwsze piłkarskie kroki stawiał w szkółce jednego z tamtejszych klubów, Rapidzie Bukareszt. W 2000 roku awansował do kadry pierwszej drużyny, a 16 maja 2001 zadebiutował w pierwszej lidze w zremisowanych 1:1 derbach ze Steauą Bukareszt. Poza debiutem nie zaliczył więcej spotkań dla czwartej drużyny sezonu i latem wypożyczono go do drugoligowej Electromagneticy Bukareszt. Na początku 2002 roku wrócił do Rapidu, a 15 maja strzelił pierwszego gola w karierze – Rapid zremisował wówczas 1:1 z Argeș Pitești. Na koniec sezonu zajął 3. miejsce w lidze i zdobył Puchar Rumunii. W sezonie 2002/2003 Daniel był już podstawowym zawodnikiem Rapidu. Strzelił 6 goli i swoją postawą przyczynił się do wywalczenia przez Rapid mistrzostwa kraju. Zarówno w 2004, jak i 2005 roku, zajął z Rapidem 3. miejsce w Divizii A. W tym drugim przypadku zdobywając 14 goli był najlepszym strzelcem zespołu. W sezonie 2005/2006 zaliczył 8 trafień w lidze i tyle samo w Pucharze UEFA, w którym Rapid dotarł aż do ćwierćfinału, z którego odpadł po dwumeczu (1:1, 0:0) ze Steauą Bukareszt. Niculae wywalczył też wicemistrzostwo Rumunii. W Rapidzie przez 7 lat wystąpił w 95 ligowych meczach, w których zdobył 33 gole.
Latem 2006 roku Niculae przeszedł do francuskiego AJ Auxerre. Kosztował 3,3 miliona euro, a w Ligue 1 zadebiutował 5 sierpnia w zremisowanym 1:1 meczu z Valenciennes FC. Natomiast w październikowym meczu z FC Nantes zdobył pierwszego gola (jedynego w meczu) i zapewnił AJA wygraną. Na koniec sezonu zajął z Auxerre 8. miejsce w lidze francuskiej. Po sezonie 2009/10 rozstał się z Auxerre.
15 czerwca 2010 roku podpisał trzyletni kontrakt z AS Monaco. W klubie tym zadebiutował 7 sierpnia w zremisowanym 0:0 meczu z Olympique Lyon. 21 sierpnia w zremisowanym 2:2 meczu z RC Lens zdobył swoją pierwszą bramkę dla Monaco.
30 sierpnia 2011 został wypożyczony na rok do AS Nancy. 6 lipca 2012 roku podpisał kontrakt z Kubań Krasnodar. Grał w nim do 2013 roku. W latach 2014–2015 grał w Rapidzie Bukareszt, a latem 2015 został piłkarzem Astry Giurgiu.
| Sezon   | Klub                    | Kraj    | Rozgrywki     | Mecze | Bramki | Rozgrywki Europy | Mecze | Bramki |
| ------- | ----------------------- | ------- | ------------- | ----- | ------ | ---------------- | ----- | ------ |
| 2000/01 | Rapid Bukareszt         | Rumunia | Liga I        | 1     | 0      | –                | –     | –      |
| 2001/02 | Electromagnetica (wyp.) | Rumunia | Liga II       | 7     | 0      | –                | –     | –      |
| 2001/02 | Rapid Bukareszt         | Rumunia | Liga I        | 4     | 1      | –                | –     | –      |
| 2002/03 | Rapid Bukareszt         | Rumunia | Liga I        | 29    | 6      | –                | –     | –      |
| 2003/04 | Rapid Bukareszt         | Rumunia | Liga I        | 24    | 4      | –                | –     | –      |
| 2004/05 | Rapid Bukareszt         | Rumunia | Liga I        | 20    | 14     | –                | –     | –      |
| 2005/06 | Rapid Bukareszt         | Rumunia | Liga I        | 29    | 8      | –                | –     | –      |
| 2006/07 | AJ Auxerre              | Francja | Ligue 1       | 30    | 4      | –                | –     | –      |
| 2007/08 | AJ Auxerre              | Francja | Ligue 1       | 35    | 11     |                  |       |        |
| 2008/09 | AJ Auxerre              | Francja | Ligue 1       | 32    | 0      | –                | –     | –      |
| 2009/10 | AJ Auxerre              | Francja | Ligue 1       | 33    | 4      | –                | –     | –      |
| 2010/11 | AS Monaco               | Francja | Ligue 1       | 17    | 4      | –                | –     | –      |
| 2011/12 | AS Nancy (wyp.)         | Francja | Ligue 1       | 31    | 6      | –                | –     | –      |
| 2012/13 | Kubań Krasnodar         | Rosja   | Priemjer-Liga | 11    | 2      | –                | –     | –      |
| 2013/14 | Rapid Bukareszt         | Rumunia | Liga II       | 12    | 5      | –                | –     | –      |
| 2014/15 | Rapid Bukareszt         | Rumunia | Liga I        | 14    | 3      | –                | –     | –      |

Stan na: 23 września 2013 r.

## Kariera reprezentacyjna
W reprezentacji Rumunii Niculae zadebiutował 20 sierpnia 2003 roku w wygranym 2:0 towarzyskim meczu z Ukrainą. Natomiast 16 listopada 2005 w wygranym 3:0 sparingu z Nigerią zaliczył swoje pierwsze trafienie w kadrze narodowej. W eliminacjach do Euro 2008 zdobył 2 gole, oba w wygranym 6:1 spotkaniu z Albanią. 14 listopada 2009 w towarzyskim meczu z Polską zdobył jedynego gola meczu.